# KF Tirana w europejskich pucharach
Występy w europejskich pucharach albańskiego klubu piłkarskiego KF Tirana.
Legenda do wszystkich tabel:
- Q – runda eliminacyjna, 1/16, 1/8, 1/4, 1/2 – odpowiednia faza rozgrywek, Grupa – runda grupowa, 1r gr – pierwsza runda grupowa, 2r gr – druga runda grupowa, F – finał, R – runda, PO – play-off
- k. – rzuty karne, los. – losowanie, Dogr. – dogrywka, w. – zasada bramek strzelonych na wyjeździe

## Wykaz spotkań pucharowych

### 1965–2000
| Sezon     | Rozgrywki                 | Runda | Klub               | Dom | Wyjazd | Ogólnie |
| --------- | ------------------------- | ----- | ------------------ | --- | ------ | ------- |
| 1965/66   | Puchar Europy             | 1R    | Kilmarnock F.C.    | 0–0 | 0–1    | 0–1     |
| 1969/70   | Puchar Europy             | 1R    | Standard Liège     | 1–1 | 0–3    | 1–4     |
| 1970/71   | Puchar Europy             | 1R    | AFC Ajax           | 2–2 | 0–2    | 2–4     |
| 1982/83   | Puchar Europy             | 1R    | Linfield           | 1–0 | 1–2    | 2–2, w. |
| 1982/83   | Puchar Europy             | 2R    | Dynamo Kijów       | w/o | w/o    | w/o     |
| 1983/84   | Puchar Zdobywców Pucharów | 1R    | Hammarby IF        | 2–1 | 0–4    | 2–5     |
| 1986/87   | Puchar Zdobywców Pucharów | 1R    | Dinamo Bukareszt   | 1–0 | 2–1    | 3–1     |
| 1986/87   | Puchar Zdobywców Pucharów | 2R    | Malmö FF           | 0–3 | 0–0    | 0–3     |
| 1988/89   | Puchar Europy             | 1R    | Ħamrun Spartans    | 2–0 | 1–2    | 3–2     |
| 1988/89   | Puchar Europy             | 2R    | IFK Göteborg       | 0–3 | 0–1    | 0–4     |
| 1989/90   | Puchar Europy             | 1R    | Sliema Wanderers   | 5–0 | 0–1    | 5–1     |
| 1989/90   | Puchar Europy             | 2R    | Bayern Monachium   | 0–3 | 1–3    | 1–6     |
| 1994/95   | Puchar Zdobywców Pucharów | Q     | Biełszyna Bobrujsk | 3–0 | 1–4    | 4–4, w. |
| 1994/95   | Puchar Zdobywców Pucharów | 1R    | Brøndby IF         | 0–1 | 0–3    | 0–4     |
| 1995/96   | Puchar UEFA               | Q     | Hapoel Beer Szewa  | 0–1 | 0–2    | 0–3     |
| 1996/97   | Puchar UEFA               | 1Q    | Dinamo Zagrzeb     | 2–6 | 0–4    | 2–10    |
| 1998/99   | Puchar UEFA               | 1Q    | Inter Bratysława   | 0–2 | 0–2    | 0–4     |
| 1999/2000 | Liga Mistrzów             | 1Q    | Vestmannaeyja      | 1–2 | 0–1    | 1–3     |

### 2001–2020
| Sezon   | Rozgrywki     | Runda | Klub               | Dom | Wyjazd | Ogólnie     |
| ------- | ------------- | ----- | ------------------ | --- | ------ | ----------- |
| 2000/01 | Liga Mistrzów | 1Q    | Zimbru Kiszyniów   | 2–3 | 2–3    | 4–6         |
| 2001/02 | Puchar UEFA   | Q     | Apollon Limassol   | 3–2 | 1–3    | 4–5         |
| 2002/03 | Puchar UEFA   | Q     | Național Bukareszt | 0–1 | 2–2    | 2–3         |
| 2003/04 | Liga Mistrzów | 1Q    | Dinamo Tbilisi     | 3–0 | 0–3    | 3–3, k: 4–2 |
| 2003/04 | Liga Mistrzów | 2Q    | Grazer AK          | 1–5 | 1–2    | 2–7         |
| 2004/05 | Liga Mistrzów | 1Q    | FK Homel           | 0–1 | 2–0    | 2–1         |
| 2004/05 | Liga Mistrzów | 2Q    | Ferencvárosi TC    | 2–3 | 1–0    | 3–3, w.     |
| 2005/06 | Liga Mistrzów | 1Q    | ND Gorica          | 3–0 | 0–2    | 3–2         |
| 2005/06 | Liga Mistrzów | 2Q    | CSKA Sofia         | 0–2 | 0–2    | 0–4         |
| 2006/07 | Puchar UEFA   | 1Q    | Varteks Varaždin   | 2–0 | 1–1    | 3–1         |
| 2006/07 | Puchar UEFA   | 2Q    | Kayserispor        | 0–2 | 1–3    | 1–5         |
| 2007/08 | Liga Mistrzów | 1Q    | NK Domžale         | 1–2 | 0–1    | 1–3         |
| 2009/10 | Liga Mistrzów | 2Q    | Stabæk Fotball     | 1–1 | 0–4    | 1–5         |
| 2010/11 | Liga Europy   | 1Q    | Zalaegerszegi TE   | 0–0 | 1–0,   | 1–0, Dogr.  |
| 2010/11 | Liga Europy   | 2Q    | FC Utrecht         | 1–1 | 0–4    | 1–5         |
| 2012/13 | Liga Europy   | 1Q    | CS Grevenmacher    | 2–0 | 0–0    | 2–0         |
| 2012/13 | Liga Europy   | 2Q    | Aalesunds FK       | 1–1 | 0–5    | 1–6         |
| 2017/18 | Liga Europy   | 1Q    | Maccabi Tel Awiw   | 0–3 | 0–2    | 0–5         |

### 2021–
| Sezon   | Rozgrywki               | Runda | Klub            | Dom       | Wyjazd    | Ogólnie   |
| ------- | ----------------------- | ----- | --------------- | --------- | --------- | --------- |
| 2020/21 | Liga Mistrzów           | 1Q    | Dinamo Tbilisi  | 2–0 (W)   | 2–0 (W)   | 2–0 (W)   |
| 2020/21 | Liga Mistrzów           | 2Q    | Crvena zvezda   | 0–1 (D)   | 0–1 (D)   | 0–1 (D)   |
| 2020/21 | Liga Europy             | 3Q    | wolny los       | wolny los | wolny los | wolny los |
| 2020/21 | Liga Europy             | PO    | BSC Young Boys  | 0–3 (W)   | 0–3 (W)   | 0–3 (W)   |
| 2022/23 | Liga Mistrzów           | 1Q    | F91 Dudelange   | 1–2       | 0–1       | 1–3       |
| 2022/23 | Liga Konferencji Europy | 2Q    | Zrinjski Mostar | 0–1       | 2–3       | 2–4       |
| 2023/24 | Liga Konferencji Europy | 1Q    | Dinamo Batumi   | 1–1       | 2–1       | 3–2       |
| 2023/24 | Liga Konferencji Europy | 2Q    | Beşiktaş        | 0–2       | 1–3       | 1–5       |
| 2024/25 | Liga Konferencji        | 1Q    | Torpedo Kutaisi | 0–1       | 1–1       | 1–2       |

## Statystyki
Aktualizacja: 20.11.2022
| Rozgrywki                 | Mecze | Sezony | Z  | R  | P  | G+ | G-  |
| ------------------------- | ----- | ------ | -- | -- | -- | -- | --- |
| Liga Mistrzów             | 40    | 16     | 8  | 4  | 28 | 37 | 65  |
| Puchar Zdobywców Pucharów | 10    | 3      | 4  | 1  | 5  | 9  | 16  |
| Puchar UEFA / Liga Europy | 27    | 11     | 4  | 7  | 16 | 18 | 54  |
| Liga Konferencji Europy   | 2     | 1      | 0  | 0  | 2  | 2  | 4   |
| Ogólnie                   | 79    | 29     | 16 | 12 | 51 | 66 | 139 |

| Teren   | Mecze | Z  | R  | P  | G+ | G-  | Bilans |
| ------- | ----- | -- | -- | -- | -- | --- | ------ |
| Dom     | 39    | 11 | 8  | 20 | 44 | 56  | −12    |
| Wyjazd  | 40    | 5  | 4  | 31 | 22 | 83  | −61    |
| Ogólnie | 79    | 16 | 12 | 51 | 66 | 139 | -73    |